# Elizabeta Bavarska, francoska kraljica
Elizabeta Bavarska, francoska kraljica-soproga, * circa 1370, † 30. september 1435, Pariz.
Elizabeta je postala francoska kraljica s poroko s kraljem Karlom VI. Ko je bila stara 22 let, je Karel zbolel za duševno boleznijo. Vzporedni rodbinski veji Valois, orleanska in burgundska, sta začeli med seboj tekmovati in se boriti za kraljevi prestiž in državne dohodke. V zapletenih okoliščinah je Elizabeta po svojih močeh skušala miriti spore in pri tem večkrat prestopila iz ene na drugo stran. Za svoja dejanja je bila deležna vseh mogočih očitkov, sodb in obtoževanj. Javnost jo je videla kot razsipno, razuzdano, spletkarsko kraljico, ki je razklala Francijo in jo prodala Angležem. Ob ponovnem branju osnovnih virov so jo šele novejše raziskave razbremenile mnogih obtožb in razkrile, da se je v resnici z veliko energije, vztrajnosti in politične spretnosti prizadevala predvsem varovati interese svojih otrok, moža in krone, kar je bila pravzaprav njena dolžnost.

## Poreklo in poroka
Elizabeta prihaja iz rodbine Wittelsbachov; je hči bavarskega vojvode Štefana III. in njegove žene Tadeje Visconti, hčerke milanskega gospoda Barnabe Viscontija. Leta 1385 so jo, petnajstletno, v Amiensu poročili s sedemnajstletnim francoskim kraljem Karlom VI. Mladoleten je bil tudi Karel, zato je v njegovem imenu vladal regentski svet njegovih stricev, to so bili: anžujski vojvoda Ludvik I., berryjski vojvoda Ivan in burgundski vojvoda Filip Drzni, ki je bil tudi eden od pobudnikov Elizabetine poroke. Postaven mladenič in živahna mladenka sta se poročila tretji dan po svojem prvem srečanju. Naslednji dan je odšel Karel na bojni pohod proti Angležem, Elizabeta pa v Creil, da bi se pri nekdanji kraljici Blanche, vdovi po Karlovem pradedku francoskem kralju Filipu VI., naučila dvornih navad. Septembra se je vselila v kraljevi grad Château de Vincennes, ki je v naslednjih letih postal njen najljubši dom.
Leta 1388 je Karel VI., tedaj dvajsetleten, razpustil regentski svet in vladanje vzel v svoje roke. V želji, da bi bil dober kralj, se je oprl na svetovalce svojega očeta, kraljevi svet; kmalu pa se je pokazalo, da je zaletavega, omahujočega značaja in podvržen vplivom drugih ljudi.
Avgusta 1389 so v Parizu priredili slavnostno kronanje. Že procesija prihoda gostov je trajala ves dan, slavje pa 5 dni. Parižanom ni bilo všeč, ko so za poplačilo stroškov čez dva meseca dvignili davke.
Toda Elizabeta razkošnega življenja kraljice, oddaljene od političnega dogajanja, ni dolgo uživala. Že avgusta 1392 je Karel doživel prvi napad bolezni, ki je potem v razmakih trajala vse do njegove smrti in kraljico spravila v položaj, ko je morala sprejeti aktivno vlogo tudi v političnih odločitvah.

## Obdobje do državljanske vojne (1392-1411)
Karel VI. je po napadih bolezni padal v nezavest, ki je trajala po več dni; potem se je opomogel in bil po mesecih odsotnosti spet sposoben vladanja. Ob pojavu bolezni je bila Elizabeta stara 22 let. Rodila je že pet otrok, prvega med njimi, sina, pa je tudi že izgubila. Kadar je bilo Karlu najhuje, je ni bil sposoben spoznati in je nestrpno zahteval, da jo odstranijo iz sobe. Tedaj se je umaknila v svojo rezidenco v Parizu, imenovano Hôtel Barbette (za kar so jo nasprotniki obsojali, češ da je zapustila moža). Kadar pa je bil kralj bister, ji je bil še vedno naklonjen, ji dajal določena polnomočja, ki so večala njen politični vpliv; leta 1402 ji je tako dal tudi nadzor nad kraljevo zakladnico.
Karlovo bolezen so izkoristili njegovi strici; razpustili so kraljevi svet in se postavili na njegovo mesto. Najbolj je bil vpliven burgundski vojvoda Filip Drzni, ki je vodil regentski svet že v času Karlove mladoletnosti. V regentskem svetu je bila tudi kraljica. Filip je imel na kraljico velik vpliv, ki pa je kopnel, ko se je ta zbližala s Karlovim bratom Ludvikom Orleanskem in postala po splošnem prepričanju tudi njegova ljubica.
Napetosti v kraljevi rodbini so narasle po smrti Filipa Drznega (1404), ko je očeta nasledil sin Ivan Neustrašni in se je delež državnih dohodkov, ki je pripadal burgundskim vojvodam, močno zmanjšal. Ivan Neustrašni si je skušal zagotoviti dostop do kraljeve zakladnice. Ludvik Orleanski, ki je bil zadolžen za pobiranje davkov, in Elizabeta, ki je imela v mislih interese svojih otrok, sta to želela preprečiti. Leta 1405 se je Ivan s tisoč možmi tako približal Parizu, da sta Ludvik in Elizabeta pobegnila v utrjeni grad pri Melunu, kraljeve otroke in dofena (prestolonaslednika), ki naj bi jima sledili, pa je Ivan zajel. Posredoval je stric vojvoda Berry, ki se dotlej ni vtikal v spor, in se postavil na stran Orleanskega. Tudi kralj je bil tedaj bister, da je pomagal rešiti spor, ki bi že takrat lahko pripeljal do vojne. Ivan je spodbujal Parižane k uporu, a ostali so lojalni kralju.
23. novembra 1407 je skupina mož na cesti do smrti pobila Ludvika Orleanskega, ko je odhajal iz hiše Barbette. S časom je Ivan moral priznati, da je naročil umor, a se je izgovarjal, da je to storil z razlogom, da zavaruje kraljičino čast. Okrog sebe je zbral advokate in leta 1408 je teolog Jean Petit pred sodiščem obranil tezo, da je šlo za dejanje upora in umor tirana; prepričal je tudi kralja. Tako je leta 1409 prišlo do pomiritve v Chartresu: po javnem pobotanju s kraljem je Ivan spet zasedel mesto v kraljevem svetu; dobil je varstvo nad dofenom Ludvikom in postal župan Pariza; v mestu je bil zelo popularen.
Za potrditev sprave je bila med kraljevo in burgundsko vejo Valois sklenjena dvojna poroka: kraljevo hči Michele so poročili z Ivanovim sinom Filipom Dobrim, dofena Ludvika pa z Ivanovo hčerko Margareto. Pred tem je Elizabeta z Ivanom sklenila pogodbo, v kateri je bila jasno določena rodbinska hierarhijo in položaj kraljice v njej.
A Orleanski umora niso kar tako požrli. Sin Ludvika Orleanskega, vojvoda Karel Orleanski je našel zaveznika v grofu Bernardu VII. Armagnacu. Poročil se je z njegovo hčerjo Bono (1410). S tastom sta ustanovila ligo, v katero so se vključili tudi vojvoda Ludvik II. Anžjuski, stric vojvoda Ivan Berry in drugi vplivni plemiči. Bernard je prevzel vodenje lige, katere pristaši so se zato imenovali armanjaki. V južni Franciji so rekrutirali čete. Naslednje leto se je začela državljanska vojna z dotlej neznano brutalnostjo.

## Od začetka državljanske vojne do uboja Ivana Neustrašnega (1411-1419)
Državljanska vojna med armanjaki (Armagnacs) in pristaši burgundskega vojvode (Bourguignons) se je začela 23. oktobra 1411 z vdorom burgundske vojske (60.000 mož) v Pariz in se potem razširila tudi na druge kraje. Ivan si je z obnovitvijo starih privilegijev skušal pridobiti obrtniške sloje, kar je bilo všeč tudi intelektualcem in generalnim stanovom, ki so začeli pripravljati reformo. Leta 1413 so med vstajo cabochinov (radikalnih burgundskih pristašev, od 27. aprila do 2. avgusta) vstajniki vdrli v kraljevo rezidenco in odpeljali 15 dvornih dam (in 20 moških med njimi Elizabetinega brata Ludvika). Protivstaja pariških meščanov pod vodstvom Jeana Jouvenela (od 2. do 4. avgusta 1413) pa je razmere obrnila v prid armanjakov, ki so Ivanovo vojsko pregnali iz mesta. Bernard VII. je prevzel oblast v Parizu. Naslednje leto je vpeljal diktaturo. Elizabeta, ki je bila izločena iz kraljevega sveta, je prestopila na stran Karla Orleanskega, medtem ko je dofen Ludvik ostal na strani svojega tasta. Francija je bila še naprej razklana.
Razklanost Francije je izkoristi angleški kralj Henrik V. Z vojsko, v kateri je bilo mnog lokostrelcev, se je avgusta 1415 izkrcal v severni Franciji. 14. oktobra je pri Agincourtu premagal veliko večjo in bolje oboroženo francosko vojsko. V bitki je padla ali bila zajeta skoraj celotna generacija francoskih vojaških voditeljev. Karel Orleanski je prišel v angleško ujetništvo. Burgundci v bitki niso sodelovali.
Decembra 1415 je po bolezni nenadoma umrl osemnajstletni dofen Ludvik. Novi dofen je postal Elizabetin četrti sin, sedemnajstletni Ivan, ki ga je v Hainautu vzgajal Elizabetin daljni stric, grof Viljem II. (†1417). Ivan je bil pristaš Burgundcev. Stric je odklonil, da bi Ivana, ki je bil poročen z njegovo hčerko in edino dedinjo, v času nemirov poslal v Pariz, ki je bil pod oblastjo Bernarda Armagnaca. Elizabetin položaj v Parizu je bil negotov.
Leta 1417 je angleški kralj Henrik V. zavzel velik del Normandije. Aprila tega leta je umrl tudi dofen Ivan in novi dofen je postal štirinajstletni peti Elizabetin sin Karel, zaročen z Marijo, hčerko Ludvika II. Anžujskega. Bernard Armagnac, tedaj popoln gospodar položaja v Parizu, je Elizabeti zaplenil osebno lastnino (obleke, dragulje, denar), jo ločil od otrok in dvornih dam in jo dal zapreti v Toursu. A Elizabeti je nekako uspelo pobegniti v burgundski Troyes, kjer se je spet povezala z Ivanom Neustrašnim in ustanovila protivlado
V noči 28./29. maja 1418 so burgundski pristaši Ivanovi vojski odprli pariška vrata Porte de Buci. Sledili so trije dnevi pokolov s kakimi 1000 žrtvami. Dofen, ki je že prej odklonil pomiritev z Ivanom, se je uspel umakniti iz Pariza. 12. junija se je pariška drhal spravila še nad preostale armanjake, njihova žrtev je postal tudi Bernard Armagnac. Kralj Karel VI. je razpustil Armagnacovo vlado in potrdi Elizabetino vlado iz Troyesa. Ivan je postal guverner z veliko oblasti. Dofen, po položaju poveljnik kraljeve vojske, je ostal pod vplivom armanjakov in svoje tašče ter na vsa prigovarjanja ni hotel priti v Pariz in zavzeti položaja prestolonaslednika v kronskem svetu.
Angleži so se bližali Parizu. Stiska je vendarle pripeljala do srečanja med dofenom in Ivanom Neustrašnem, najprej na mostu blizu Meluna. Na njunem drugem srečanju na mostu v Montereauu (10. septembra 1419) je dal dofen Ivana ubiti. Zaradi tega dejanja je kralj sina takoj razdedinil. Ivanov sin, Filip Dobri, ki je kot burgundski vojvoda nasledil očeta, se je začel pogajati z Angleži (čemur se je, vsaj odkrito, njegov oče izogibal).

## Od pogodbe v Troyesu napreji (1420-1435)
]]
Francija je bila brez prestolonaslednika. Karel Orleanski, ki je bil naslednji upravičen do naslova, je bil v angleškem zaporu. Henrik V. je osvojil večino Normandije. Elizabeta je sprejela njegov predlog. Maja 1420 je spremljala kralja Karla VI. v Troyes na podpis pogodbe z Angleži. Po pogodbi naj bi po smrti Karla VI. postal francoski kralj Henrik V., ki se je poročil s Karlovo hčerko Katarino.
Toda Henrik V. je avgusta 1422 umrl, dva meseca za njim pa še Karel VI. Za kralja so proglasili Henrika VI., nekaj mesecev prej rojenega sina Henrika V. in Katarine, za njegovega regenta pa vojvodo Bedfordskega. Elizabeta je tako prenehala biti kraljica. Umaknjena iz političnega življenja je živela z drugo ženo svojega brata Ludvika, Catherine of Alençon, in še dvema nekdanjima dvornima damama v Hôtel Saint-Pol. Govorice o njej pa so se širile naprej, med drugimi, da je Karel VII. njen nezakonski sin in ni sin kralja Karla VI. (kar bi lahko bila angleška propaganda) in po letu 1429, ko je Karel VII. na vzpodbudo Ivane Orleanske osvobodil Orleans angleškega obleganja, da je Ivana Orleanska nezakonska hči Elizabete in Ludvika Orleanskega.

## Elizabetina javna podoba
Elizabeta je Francozom (verjetno po krivem) ostala v zelo slabem spominu. Ob bolnem možu se je kar naenkrat znašla sredi francoskih strankarskih nasprotij in medsebojnih obtoževanj. Kot tujka, polna življenja in z nemškim naglasom, je postala priročna tarča za vse, kar je šlo narobe. Naprtili so ji vse možne slabe lastnosti, predajanje razkošju in razvratu, neodločnost, lahkomiselnost, nestanovitnost, spletkarjenje, vsiljivost, politične ambicije. Obtoževali so jo, da je nezvesta možu, slaba mati, da je moževa nenavadna bolezen posledica njenega čarovniškega vpliva, da je dvor prežet z magijo; da je kriva za razkol Francije, ki jo je izdala in prodala Angležem in da je k sreči potem Ivana Orleanska popravila njeno napako.
Šele novejša zgodovina je, ob ponovnem branju osnovnih virov, Elizabeto razbremenila mnogih obtožb. Ugotavlja, da obtožbe večinoma izhajajo iz političnih namenov takratnih akterjev in kasnejših piscev; da je bila Elizabeta za kraljico tedanjega časa neobičajno aktivna in vztrajna v prizadevanju, da ob bolnem možu ohrani interese družine in krone. 

## Potomci
Elizabeta in Karel VI. sta imela 6 sinov in 6 hčera:
- Karel (*/† 1386)
- Jeanne (1388–1390)
- Isabelle (1389–1409) ⚭ 1) še kot otrok poročena z angleškim kraljem Rihardom II.; 2) 1406 z enajstletnim bratrancem vojvodo Karlom Orleanskim
- Jeanne (1391–1433) ⚭ bretanski vojvoda Ivan VI. (1389–1442)
- Karel (1392–1401), dofen, umrl po bolezni
- Marie (1393–1438), nuna v samostanu Poissy
- Michelle (1395–1422) ⚭ burgundski vojvoda Filip Dobri
- Ludvik (1397–1415), dofen ⚭ Margareta (1393 –1441/2), hči burgundskega vojvode Ivana Neustrašnega
- Ivan (1398–1417), dofen ⚭ 1415 Jakobäa (Žaklina) Bavarska (1401–1436), dedinja po hainautskem grofu in bavarsko-straubinskem vojvodi Viljemu II. (†1417) iz rodbine Wittelsbach
- Katarina (1401–1437) ⚭ 1) angleški kralj Henrik V.; 2) sir Owen Tudor (1400 –1461)
- Karel VII. (1403–1461), francoski kralj ⚭ Marija (1404–1463), hči Ludvika II. Anžujskega
- Filip (*/† 1407).

Elizabeta je skrbela za vzgojo otrok in je bila z njimi v njihovi mladosti. Sinov ni pošiljala k drugim družinam, kot je bilo to tedaj v navadi. S hčerami je vzdrževala stike tudi po njihovih porokah. Podpirala je vsakega dofena.